# Costo de los ingresos
El costo de los ingresos es el costo total de producción y distribución de productos y servicios de una empresa. 
El costo de los ingresos se puede encontrar en el estado de resultados de una empresa. En general, cualquier costo que esté directamente relacionado con la fabricación y distribución de bienes y servicios se puede agregar al costo de los ingresos (es decir, costos directos). Los costos indirectos (por ejemplo, depreciación, salarios pagados a la administración u otros costos fijos) no están incluidos.
El costo de los ingresos se puede denominar como el costo total incluido en la fabricación, así como la distribución del producto finalmente al cliente. Además, cualquier costo incurrido durante la producción o distribución se puede agregar al costo de los ingresos. 
El costo de los ingresos es diferente de los costos de los bienes vendidos (COGS) en la forma en que incluye costos adicionales tales como distribución, comercialización y otros. 

## Ejemplo
Definición del costo de ingresos en un informe anual de Facebook:
Costo de los ingresos. Nuestro costo de ingresos consiste principalmente en gastos asociados con la entrega y distribución de nuestros productos. Estos incluyen gastos relacionados con la operación de nuestros centros de datos, como la depreciación de instalaciones y equipos de servidores, costos de energía y ancho de banda, y salarios, beneficios y compensación basada en acciones para los empleados de nuestros equipos de operaciones. El costo de los ingresos también incluye las tarifas de tarjeta de crédito y otras transacciones relacionadas con el procesamiento de transacciones de clientes, la amortización de activos intangibles, los costos asociados con los acuerdos de socios de datos y el costo del inventario de dispositivos de plataforma de realidad virtual vendido. : 40  
El costo de los ingresos de Facebook también se puede encontrar en recursos como Yahoo! Finanzas y Google Finance.